# Ruby (cantante)
Ruby, (ar: رانيا حسين محمد توفيق)  all'anagrafe Rania Hussein Muhammad Tawfiq (Il Cairo, 8 ottobre 1981), è una modella, cantante e attrice egiziana.

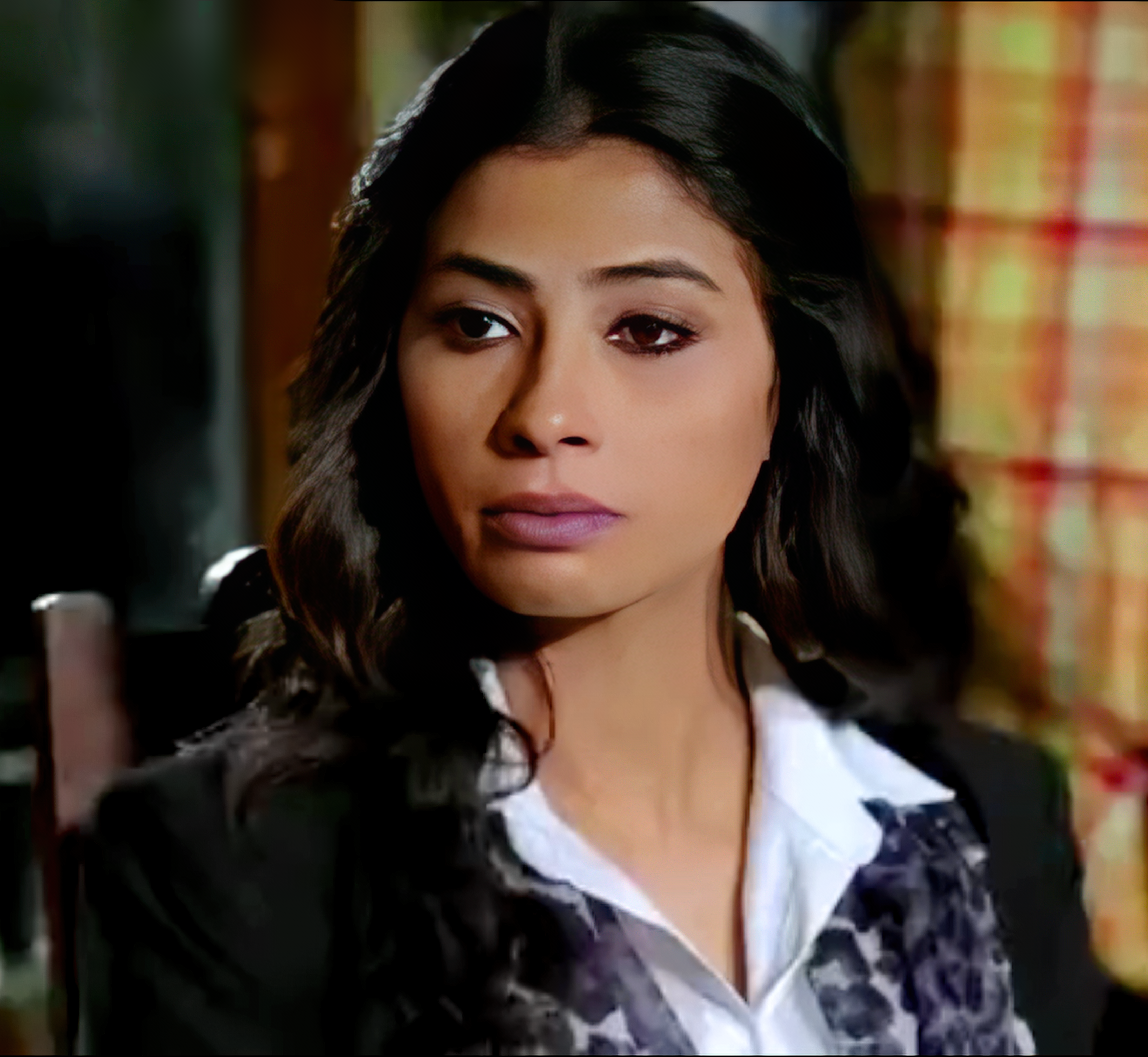
Ruby (2017)

Raggiunse il successo nel 2003 con il video della sua canzone Enta Aref Leh? (Tu sai il perché?), in cui vestiva abiti scollati e la sua danza sensuale fece molto scalpore nel mondo arabo.
Nel corso degli anni ha pubblicato 2 album musicali e recitanto in una decina di film.

## Discografia
Ruby ha pubblicato due album: 
- 2004 Eba'a Abelni
- 2007 Meshit Wara Ehsasy

## Filmografia
- 2000 Film Saqafi
- 2001 Sokoot Hansawwar
- 2004 Sabaa' Waraqat Kotsheena
- 2008 Leilet El BabyDoll
- 2008 Al Waad
- 2010 Al Shawq[3]
- 2013 Al Harami Wal Abeet
- 2016 Al Hafla
- 2017 Al Kanz 1
- 2018 Ayyar Nari
- 2019 Hamlat Farawn
- 2019 Al Kanz 2